# Медисон Бир
Медисон Ел Бир (енгл. Madison Elle Beer; Џерико, 5. март 1999) америчка је певачица. Почетком 2012. почела је снимати обраде песама за YouTube. Добила је значајну медијску пажњу када је Џастин Бибер поделио линк до једне од њених обрада. Издала је два студијска албума, Life Support (2021) и Silence Between Songs (2023).

## Биографија
Рођена је 5. марта 1999. године у јеврејској породици у Џерику. Отац јој се бави продајом некретнина, док јој је мајка радила као дизајнерка ентеријера пре него што је то оставила по страни како би помогла Медисон с њеном музичком каријером. Има млађег брата, Рајдера. Била је на насловној страни часописа Child након што је победила на манекенском такмичењу са четири године. Када је имала око шест или седам година, сексуално ју је злостављао неко ко је често био у њеној близини. Родитељи су јој се развели када је имала седам година. Године 2012. прославила је бат-мицву.
Године 2016. говорила је о својој сексуалности, рекавши: „Нисам лезбијка, али дефинитивно волим девојке”, након чега је додала да је у прошлости била заљубљена у девојку. У марту 2020. поново је говорила о својој сексуалности, рекавши да је бисексуалног опредељења, као и да је неколико година раније изашла из ормара.
Борила се са проблемима менталног здравља и изјавила је да су друштвени медији и интернет допринели томе. Изјавила је да се самоповређивала, као и да јој је дијагностикован гранични поремећај личности. Када је имала 15 година, процурили су јој видео-снимци на којима је гола. Инцидент, за који каже да ју је подсетио на сексуално злостављање које је доживела као дете, допринео је развоју посттрауматског стресног поремећаја, као и томе да двапут покуша да изврши самоубиство.

## Дискографија
Студијски албуми
- (2021)
- (2023)